# Premio Xarmenta
Premio que organiza y entrega desde el año 2005, la Asociación Berciana da Lingua Xarmenta para promocionar la lengua gallega de El Bierzo. La gala de entrega de los galardones tiene lugar en el Teatro Bergidum de Ponferrada en el mes de enero de cada año. Desde su cuarta edición tiene una periodicidad bienal.
Categorías:
- Premio Xarmenta para una personalidad que se distinga por su defensa de la lengua gallega fuera de la Galicia administrativa, en especial en El Bierzo.
- Premio Xarmenta para una institución, colectivo, empresa, etc., que colabore de forma decidida con el desarrollo y promoción de la lengua gallega en El Bierzo.

Premiados:
- 2005: Luis Tosar y el Consejo Comarcal del Bierzo.
- 2006: Amancio Prada[2] y la Real Academia Galega.
- 2007: Manuel Rivas y de manera conjunta Junta de Galicia y Junta de Castilla y León.
- 2008: Susana Seivane y de manera conjunta Aira da Pedra y la Escola de Gaitas de Vilafranca do Bierzo.

Galardón: una voluta de Sargadelos.
Miembros del jurado: 
- Área de Normalización Lingüística de la Universidad de Vigo
- Ayuntamiento de Cacabelos
- Ayuntamiento de Puente de Domingo Flórez
- Comisión Cultural Martín Sarmiento
- Consejo Comarcal del Bierzo
- Asociación Berciana da Lingua Xarmenta.